# Huevo cocido

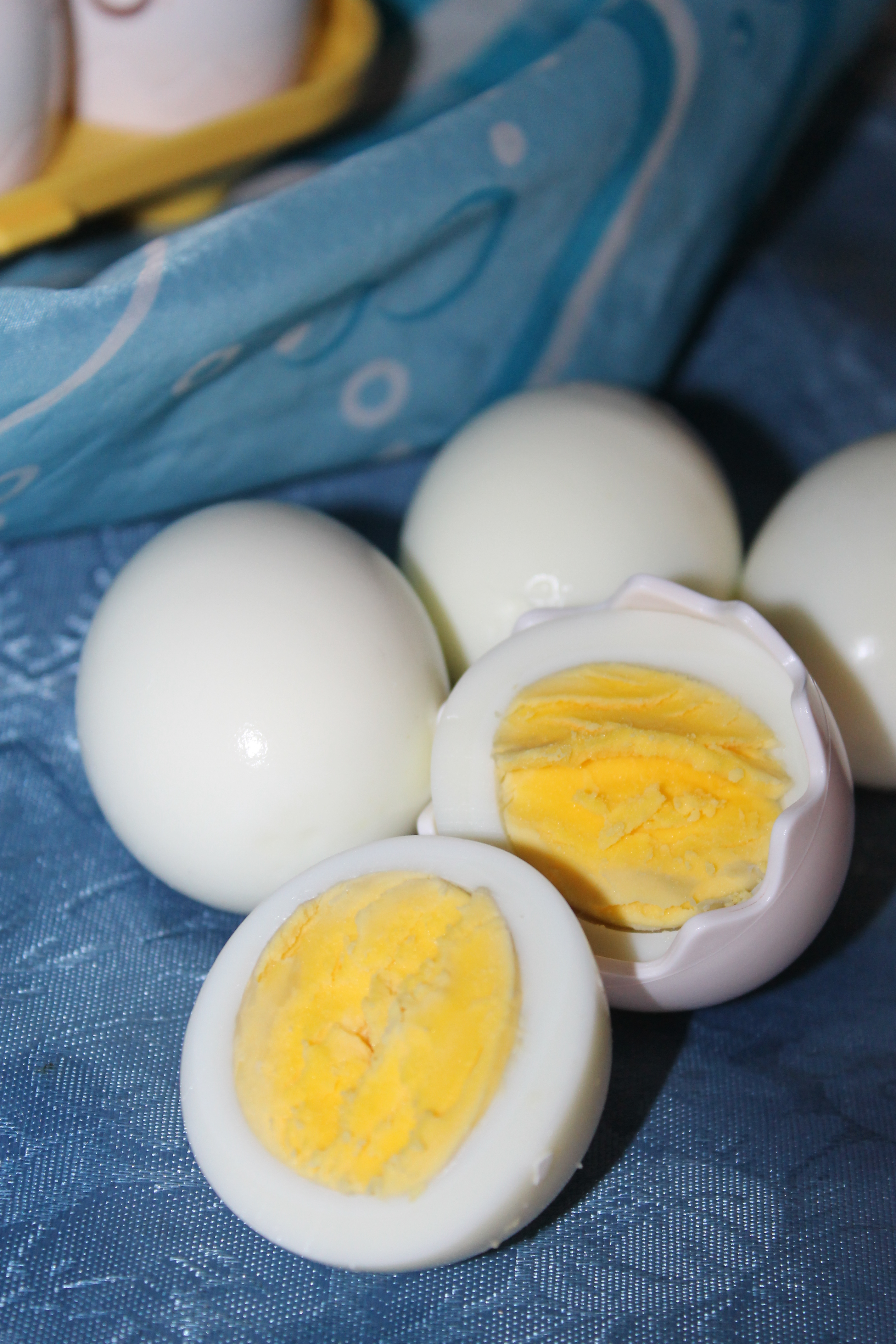
Huevos cocidos.

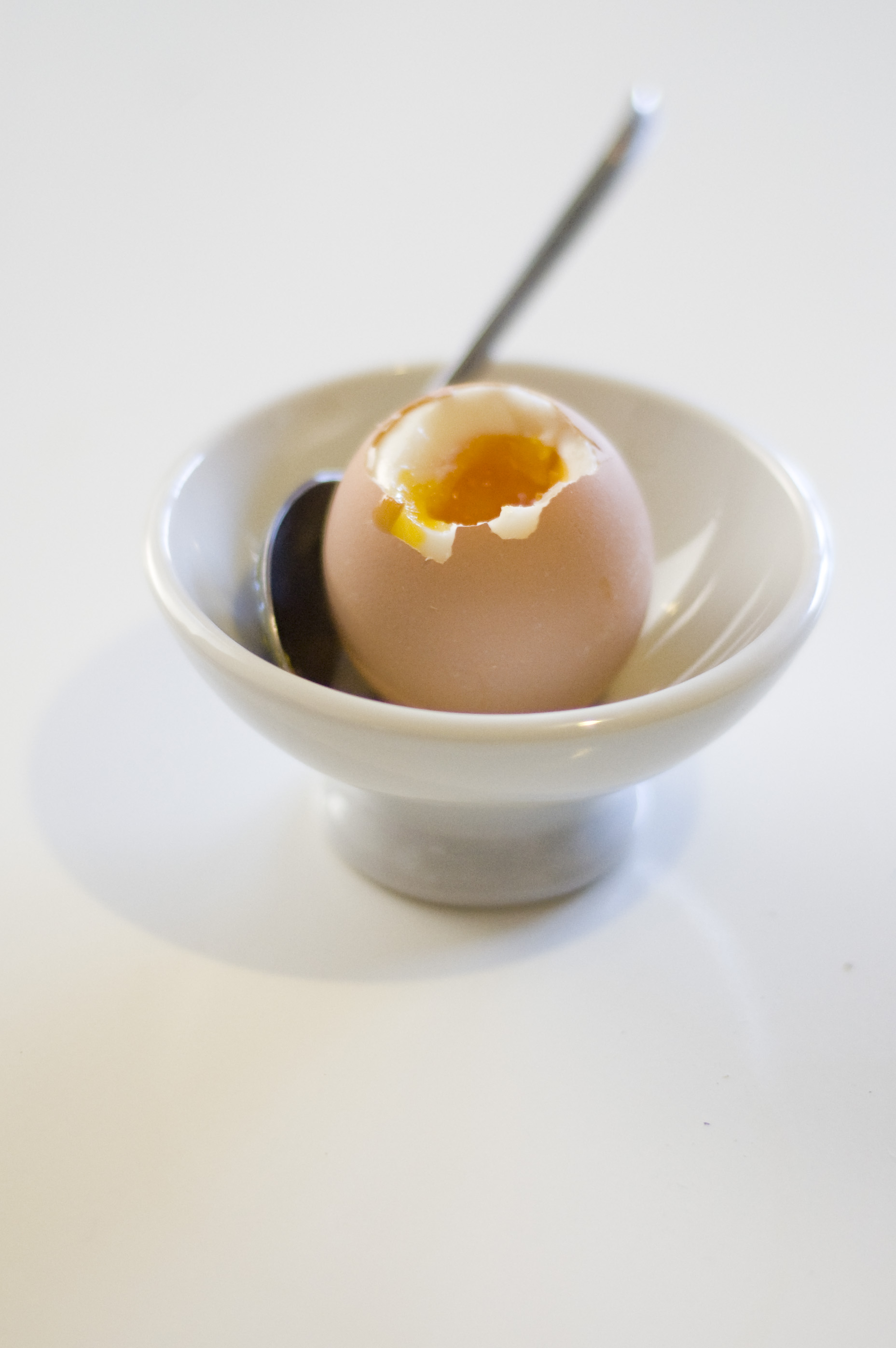
Huevo duro.

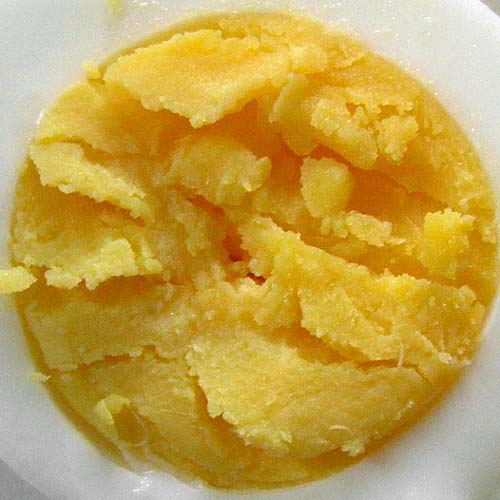
Huevo sobre-cocido, se puede ver completamente cuajada la yema y la clara.

El huevo, también llamado huevo cocido o huevo sancochado, es un huevo —por lo general de gallina— hervido, usualmente en una salmuera o agua hirviendo. El huevo mantiene su cáscara íntegra durante la cocción. Los huevos cocinados en agua sin su cáscara se conocen como huevos escalfados. Los huevos sobrecocidos muestran la clara en color blanco y la yema en color amarillo, completamente solidificados. De aquí viene la expresión «huevo duro». Los huevos cocidos se comen generalmente en Europa —más en el norte que en el sur— y América, así como en otras partes de Occidente. Generalmente, se consideran más fáciles de cocinar que otras formas de preparar huevos —como tortilla, escalfados, etc.—, y los huevos duros sobrecocidos son más fáciles de cocinar que los huevos ligeramente hervidos.
Los huevos son una fuente alimenticia rica en proteínas en la clara y de grasas en la yema, así como vitaminas en esta última. Su consumo es recomendable a cualquier edad, debiendo variar en función del resto de alimentos que compongan la dieta, los niveles de colesterol en sangre, actividad física, metabolismo, etc. Son cantidades aceptables e incluso recomendadas de 3 a 4 por semana para niños, y de 3 a 5 por semana para adultos. Respecto al aporte energético, un huevo duro aporta 80 calorías, aproximadamente, mientras que un huevo crudo aporta 100 calorías.

## Tipos de huevos duros

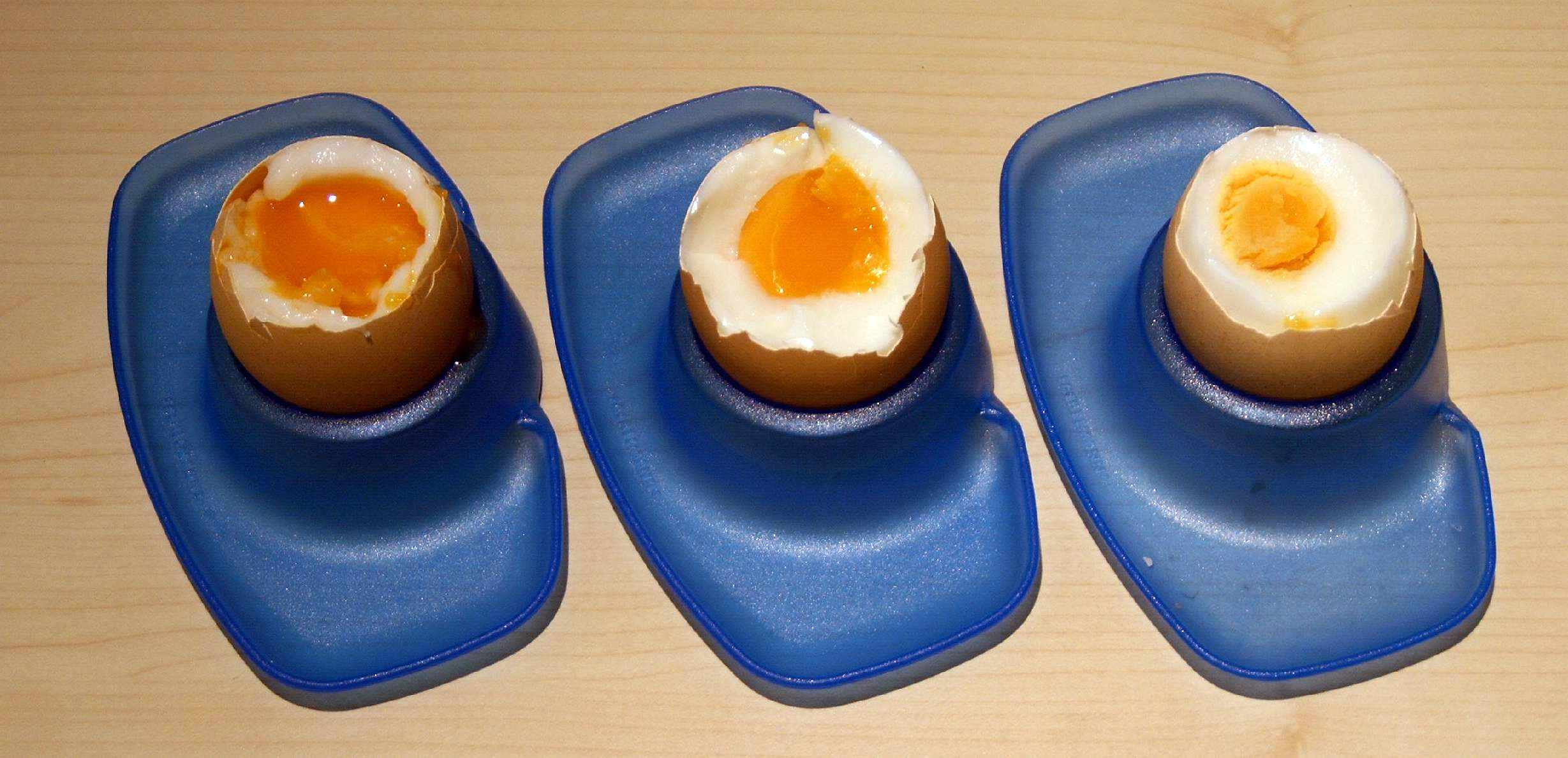
Huevos cocidos. El tiempo de cocción de izquierda a derecha es: 4 minutos, 7 minutos, 9 minutos.

La única diferencia para la tipología de los huevos duros es el tiempo de cocción en la salmuera:
- Huevo pasado por agua. No pasa de los 4 minutos.
- Huevo poché. Superando entre los tres y cuatro minutos no sobrepasa de los 5 minutos de cocción.
- Huevo duro. Hierve casi 8 minutos y deja cuajada la clara y la yema.

Para calibrar mejor el tiempo de cocción se suele usar un temporizador específico para la cocción de huevos denominado egg timer. 

### Pasado por agua
Los huevos ligeramente cocidos se sumergen en una salmuera hirviendo y se espera durante un período que puede ir desde 3.5 - 4 minutos. En este caso la clara queda semilíquida y la yema líquida. Debe cocinarse y consumirse en el momento ya que es una fuente susceptible de salmonella para los niños, las personas mayores y sobre todo aquellos que tienen el sistema inmunitario debilitado. En países como Colombia, Ecuador, México y Venezuela se le conoce como huevo tibio.

### Poché
El huevo poché o mullido se deja hervir durante 5 minutos, quedando la clara cuajada y la yema algo líquida. Este tipo de huevo es el más empleado durante los desayunos, suele ponerse en un soporte con su cáscara y se come usando una cucharilla extrayendo su contenido, en este caso suele ponerse un salero a mano para que se pueda ir sazonando las porciones a ingerir.

### Huevo duro
El huevo duro se logra de los 10 a 15  minutos luego de hervir, y tanto la clara como la yema quedan cuajadas. Esta es la forma más empleada cuando se tiene que emplear para cocinar y que acaba troceado en cuartos, en dados o en finas rodajas cortadas mediante un rebanador de huevo. Estos trozos pueden ponerse después en ensaladas o sándwich, así como cualquier otro plato que lo requiera. Los huevos duros son muy populares en algunas sopas de la cocina japonesa tales como el oden y el ramen.
Cabe destacar que esta forma de cocción es la más usual cuando se aplica a los huevos de codorniz, los cuales se suelen servir sazonados con salsa rosada o golf.

## Técnicas de cocción

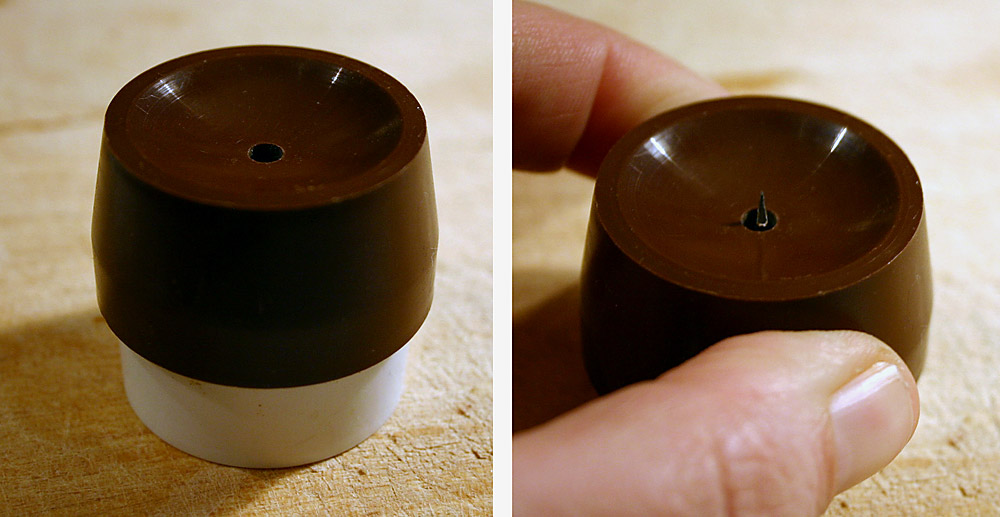
Perforador de huevo; útil para distribuir la cocción y evitar la rotura de la cáscara.

Existen numerosas técnicas de cocción de los huevos, cada una de ellas depende de los gustos, preferencias y usos que se le vaya a dar al huevo cocido. Una de las prohibiciones más conocidas acerca de su cocción es que no debe ponerse en el microondas, ya que explota en su interior. 
Algunos cocineros, por ejemplo Alton Brown y Martha Stewart, recomiendan simplemente añadir los huevos al agua hirviendo y retirar el cazo del fuego; transcurridos 13 minutos ya se pueden tomar los huevos, ya que el agua está fría. La teoría es que mientras el agua se enfría poco a poco los huevos van haciéndose.
Muchos libros de cocina describen el proceso con todo lujo de detalles. En algunos casos se suele ayudar de un conjunto de utensilios de cocina más o menos sofisticados, pero puede afirmarse que una cocción podía pasar por los siguientes elementos: 
1. Perforar los huevos por un extremo. Puede realizarse con una simple aguja o —más sofisticado— mediante un perforador de huevo. Esta perforación evita que se rompa la cáscara durante la cocción.
2. Poner los huevos en una cazuela.
3. Añadir agua hasta que los huevos queden sumergidos a una profundidad de uno o dos centímetros.
4. Calentar el agua hasta que empiece a hervir.
5. Reducir calor, mantener hirviendo durante 10-15 minutos, dependiendo de la textura final deseada.
6. Quitar los huevos del agua.

Para enfriarlos se suele poner en un recipiente con agua fresca; la temperatura en este caso desciende hasta la temperatura ambiente en unos 10 minutos, a ser posible pelados; en caso contrario, el huevo se rehidrata y ello dificulta su pelado. Si no se espera a que se enfríe es mucho más fácil pelar el huevo duro. Se suele decir que los huevos viejos —de una semana o más— suelen ser más fáciles de pelar que los nuevos, debido a que ya presentan una ligera deshidratación; a pesar de ello, no es recomendable demorar el consumo de huevos más de 3-4 semanas, supuesta su conservación en un frigorífico, respetando siempre su fecha de consumo.

## Conserva
Para saber si un huevo crudo está pasado de fecha, un truco casero es colocarlo dentro de un vaso de agua. Si flota, significa que ya no es apto para su consumo. Si se va al fondo del vaso, está en condiciones de ser utilizado para la ingesta.
Los huevos duros se suelen conservar de diferentes formas. Una de las más populares es someterlo a una inmersión, sin su cáscara, en una solución salina con vinagre —huevos encurtidos— que permite la conserva de estos durante meses, pudiéndose consumir tras este tiempo. Los huevos cocidos pueden ser congelados y estar en este estado durante varios meses. 
Un huevo duro se conserva en un sitio fresco cuatro días con la cáscara y dos días sin ella.

## Gastronomías
- Argentina - Huevo Duro
- Chile - Huevo Duro
- Reino Unido - Huevo a la escocesa
- Tailandia - Kai yat sai
- China - Huevo centenario
- Venezuela - Huevos Chimbos
- Colombia - Huevo cocido

La conserva de los huevos puede llegar a ser muy beneficiosa ya que después de dicho tiempo sigue manteniendo las propiedades del huevo.

## Formas de preparar huevos
Otras formas de preparar los huevos en la cocina occidental incluye:
- Huevos fritos
- Tortillas
- Huevo revuelto
- Suflé
- Quiche
- Ensalada de huevos
- Huevo escalfado

## Trucos
Para saber a simple vista si un huevo está crudo o ha sido previamente cocido, se puede realizar una simple prueba que consiste en hacerlo girar. Los huevos crudos tienden a frenarse o a moverse torpemente debido a que su interior frena el giro al ser líquido, mientras que el huevo duro gira libremente sin ningún impedimento.
Para evitar que la superficie de la yema adquiera un color verde grisáceo, se deben enfriar rápidamente tras la cocción.